# Свети Безсребреници (Древено)
„Свети Безсребреници Козма и Дамян“ или „Свети Врач“ (на гръцки: Αγίων Αναργύρων) е българска възрожденска православна църква в боймишкото село Древено (Пили), Егейска Македония, Гърция, част от Гумендженската, Боймишка и Ругуновска епархия на Вселенската патриаршия.

## История
Църквата е строена в XIX век и е единствената сграда, която е оцеляла от Древено, след като селото е напуснато от жителите си през 50-те години на XX век.
В 1984 година църквата е обявена за паметник на културата под надзора на Девета ефория за византийски старини към Министерството на културата.

## Описание
Сградата има общите характеристики на църквите от региона на Македония в XIX век и принадлежи към вида на трикорабните базилики. Тремът, нартексът и галерията вече не съществуват. Дървените колони вътре, които разделят корабите на църквата са заменени с по-нови. Западена е каменната настилка с квадратни плочи. Нишите на диаконикона и протезиса се вписват в източната стена. Апсидата е полукръгла и отвътре и отвън. Храмът е с два входа, един на юг и един на запад, с оформена ниша над горния праг, където са били изписани светците покровители. Зидарията е от речни камъни, а ъглите са от издялани правоъгълни варовикови блокове. От дървените декорации на църквата е оцелял единствено иконостасът, който е в лошо състояние. Цялата структура е в ярки цветове, като вдъното са изрисувани вази и цветя. В апсидата има следи от стенопис. Църквата работи само на патронния си празник.